# Gioachino Rossini

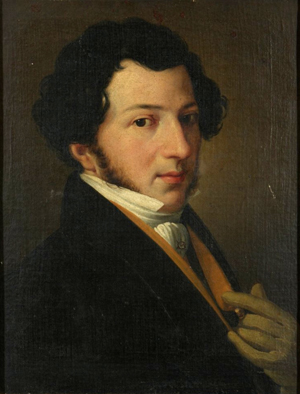
Rossini quando jovem, c. 1810–1815

Gioachino Antonio Rossini (Pésaro, 29 de fevereiro de 1792 – Passy, 13 de novembro de 1868) foi um compositor italiano que ganhou fama por suas 39 óperas, embora também tenha escrito muitas canções, algumas músicas de câmara e peças para piano, e algumas músicas sacras. Ele estabeleceu novos padrões para a ópera cômica e séria antes de se aposentar da composição em grande escala ainda na casa dos trinta, no auge de sua popularidade.
Nascido em Pésaro de pais que eram ambos músicos (seu pai trompetista; sua mãe, cantora), Rossini começou a compor aos doze anos e foi educado na escola de música em Bolonha. Sua primeira ópera foi apresentada em Veneza em 1810, quando ele tinha dezoito anos. Em 1815, foi contratado para escrever óperas e dirigir teatros em Nápoles. No período de 1810-1823, ele escreveu 34 óperas para o palco italiano que foram apresentadas em Veneza, Milão, Ferrária, Nápoles e outros lugares; essa produtividade exigia uma abordagem quase estereotipada para alguns componentes (como propostas) e uma certa quantidade de autoempréstimo. Durante este período, ele produziu suas obras mais populares, incluindo as óperas cômicas L'italiana in Algeri, Il barbiere di Siviglia (conhecido em português como O Barbeiro de Sevilha) e La Cenerentola, que trouxe ao auge a tradição da ópera-bufa que herdou de mestres como Domenico Cimarosa e Giovanni Paisiello. Também compôs obras de ópera-séria como Otello, Tancredi e Semiramide. Todos eles atraíram admiração por sua inovação na melodia, cor harmônica e instrumental e forma dramática. Em 1824 foi contratado pela Ópera de Paris, para a qual produziu uma ópera para celebrar a coroação de Carlos X, Il viaggio a Reims (mais tarde canibalizado para sua primeira ópera em francês, Le comte Ory), revisões de duas de suas óperas italianas, Le siège de Corinthe e Moïse, e em 1829 sua última ópera, Guillaume Tell.
A retirada de Rossini da ópera nos últimos 40 anos de sua vida nunca foi totalmente explicada; fatores contribuintes podem ter sido problemas de saúde, a riqueza que seu sucesso lhe trouxe e a ascensão da grand ópera espetacular sob compositores como Giacomo Meyerbeer. Do início da década de 1830 a 1855, quando deixou Paris e se estabeleceu em Bolonha, Rossini escreveu relativamente pouco. Em seu retorno a Paris em 1855, tornou-se conhecido por seus salões musicais aos sábados, frequentados regularmente por músicos e círculos artísticos e da moda de Paris, para os quais escreveu as peças divertidas Péchés de vieillesse. Os convidados incluíram Franz Liszt, Anton Rubinstein, Giuseppe Verdi, Meyerbeer e Joseph Joachim. A última grande composição de Rossini foi Petite messe solennelle (1863). Ele morreu em Paris em 1868.

## Biografia

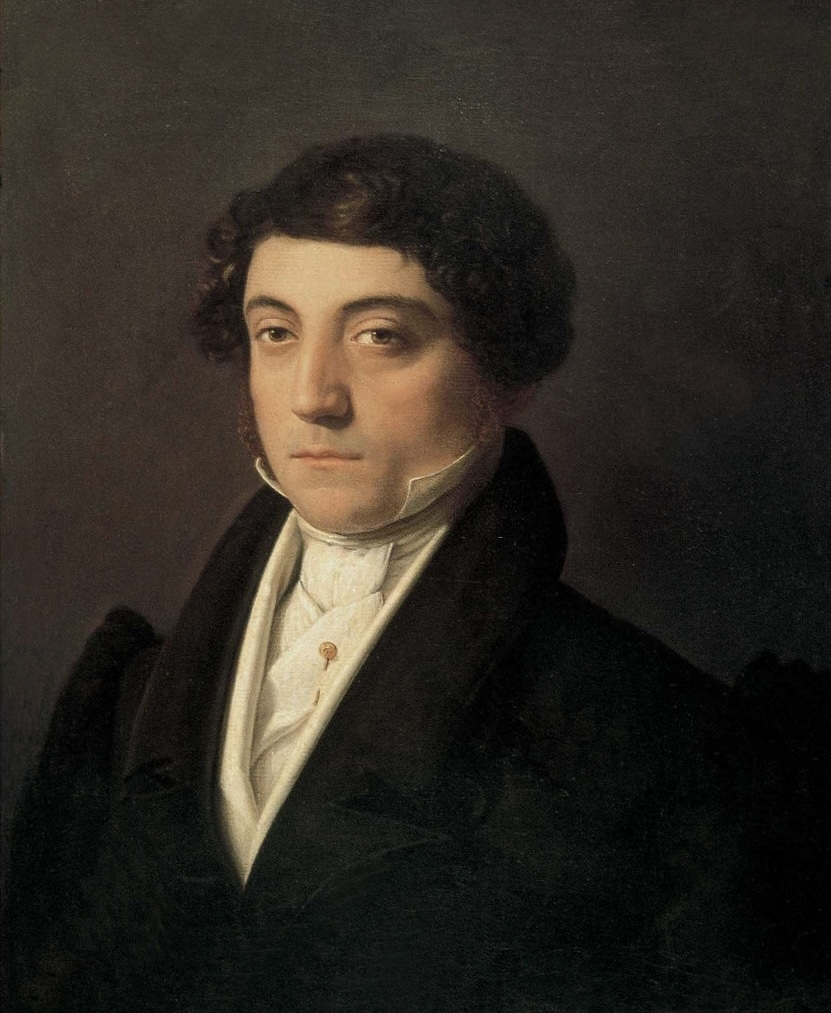
Gioachino Rossini, circa 1817 (por Vincenzo Camuccini).

Gioachino Antonio Rossini nasceu numa família de músicos em Pésaro, cidade na costa do mar Adriático, na Itália. Seu pai, Giuseppe, era um trompista e inspector de matadouros, e sua mãe, Anna Guidarini, era uma cantora, filha de um padeiro. Os pais de Rossini começaram cedo sua educação musical, e aos seis anos de idade ele já tocava o triângulo na banda de seu pai.
O pai de Rossini simpatizava com a Revolução Francesa, e deu as boas-vindas às tropas de Napoleão quando elas invadiram o norte da Itália. Isto tornou-se um problema quando os austríacos restauraram o antigo regime, em 1796. O pai de Rossini foi preso, e sua mãe o levou a Bolonha, onde ela passou a ganhar a vida como cantora nos diversos teatros da região da Romanha, onde seu pai eventualmente pode juntar-se a eles. Durante todo este tempo, Rossini frequentemente foi deixado sob os cuidados de sua avó, já idosa, que não podia controlar efetivamente o garoto.
Após o retorno de seu pai, Rossini permaneceu em Bolonha, sob os cuidados de um talhante de porcos, enquanto seu pai tocava a trompa nas orquestras dos mesmos teatros em que Anna cantava. O garoto teve aulas de cravo por três anos com Giuseppe Prinetti, de Novara; este seu professor, que costumava tocar as escalas com apenas dois dedos. Paralelamente à sua profissão musical tinha um emprego como vendedor de bebidas alcoólicas, e uma propensão para adormecer de pé; tais qualidades tornaram-no objecto de ridicularização por parte de seu pupilo.

### Educação
Aos quatorze anos, Rossini inscreve-se no liceu musical da cidade e apaixona-se pelas composições de Haydn e Mozart, mostrando grande admiração pelas óperas de Cimarosa. Estuda violoncelo com Cavedagni no Conservatório de Bolonha. Em 1807 é admitido na classe de contraponto do padre Stanislao Mattei. Aprende a tocar violoncelo com facilidade, mas a pedante gravidade de Mattei nas suas opiniões sobre o contraponto só serviu para impulsionar o jovem compositor em direcção a uma escola de composição mais liberal. Sua visão sobre recursos orquestrais não é geralmente atribuída às regras de composição estritas que ele aprendeu com Mattei, mas aos conhecimentos adquiridos independentemente ao seguir as sinfonias e quartetos de Haydn e Mozart. Em Bolonha, ele era conhecido como "il Tedeschino" ( "o alemãozinho") por conta de sua devoção a Mozart.

### Início de carreira
Através da amigável interposição do Marquês Cavalli, a sua primeira ópera, La cambiale di matrimonio, foi produzida em Veneza quando ele era um jovem de apenas 18 anos. No entanto, dois anos antes, já tinha recebido o prémio no Conservatório de Bolonha para sua cantata Il pianto de Armonia sulla morte de Orfeo.
Entre 1810 e 1813, em Bolonha, Roma, Veneza e Milão, Rossini seguiu produzindo óperas de sucesso variável. A memória destas obras foi suplantada pelo enorme sucesso de sua ópera Tancredi.
O libreto foi uma adaptação feita por Gaetano Rossi da tragédia Tancrède de Voltaire. Vestígios de Ferdinando Paër e Giovanni Paisiello estão inegavelmente presentes em alguns fragmentos da música. Contudo, qualquer sentimento crítico por parte do público foi afogado pela apreciação de tais melodias como "Di tanti palpiti … Mi rivedrai, ti rivedrò", que se tornou tão popular que os italianos cantavam-na em multidões nos tribunais até que o juiz ordenasse que parassem.
Rossini continuou a escrever óperas para Veneza e Milão durante os anos seguintes, mas a sua recepção era fria e, em alguns casos, insatisfatória após o sucesso de Tancredi. Em 1815 retira-se para a sua casa em Bolonha, onde Domenico Barbaia, o empresário do teatro de Nápoles, concluiu um acordo com ele para a tomar a direcção musical do Teatro San Carlo e do Teatro Del Fondo em Nápoles, escrevendo para cada um deles uma ópera por ano. Seu vencimento deveria ser 200 ducados por mês; a este valor juntar-se-ia uma parte dos lucros das mesas de jogo instaladas no ridotto do teatro, que se elevava a cerca de 1 000 ducados por ano. Este era um acordo extremamente lucrativo para qualquer músico profissional nessa altura.
Alguns compositores mais velhos, em Nápoles, nomeadamente Zingarelli e Paisiello, estavam inclinados à intriga contra o sucesso do jovem compositor, mas toda essa hostilidade foi fútil face ao entusiasmo com que foi recebida a execução na corte de Elisabetta, regina d'Inghilterra, na qual Isabella Colbran, que posteriormente se tornou a esposa do compositor, desempenhou um papel principal. O libreto da ópera feito por Giovanni Schmidt, foi em muitos aspectos uma antecipação do que seria apresentado ao mundo alguns anos mais tarde, em Kenilworth de Sir Walter Scott. Esta ópera foi a primeira em que Rossini escreveu os ornamentos das árias em vez de deixá-los a cargo dos cantores, e também a primeira em que o recitativo seco foi substituído por um recitativo acompanhado de um quarteto de cordas.

### O Barbeiro de Sevilha (Il barbiere di Siviglia)
A sua mais famosa ópera foi apresentada em 20 de Fevereiro de 1816, no Teatro Argentina, em Roma. O libreto de Cesare Sterbini, uma versão da polémica peça de Beaumarchais, Le Barbier de Séville, era o mesmo que havia sido utilizado por Giovanni Paisiello no seu próprio Barbiere, uma ópera que tinha beneficiado de popularidade na Europa durante mais de um quarto de século. Mais tarde, Rossini afirmou ter escrito a ópera em apenas doze dias. Foi um estrondoso fracasso quando fez a sua estreia como Almaviva; os admiradores de Paisiello ficaram extremamente indignados, sabotando a produção assobiando e gritando durante todo o primeiro acto. Contudo, pouco tempo depois da segunda apresentação, a ópera tornou-se tão bem sucedida que a fama da ópera de Paisiello foi transferida para a de Rossini, para quem o título O Barbeiro de Sevilha passou como um património inalienável.

### Casamento e medos da carreira
Entre 1815 e 1823 Rossini produziu 20 óperas. Destas, Otello foi o clímax da sua reforma da ópera séria, e oferece um sugestivo contraste com o tratamento do mesmo assunto numa altura semelhante de desenvolvimento artístico pelo compositor Giuseppe Verdi. No tempo de Rossini o desfecho trágico foi tão mal recebido pelo público que tornou-se necessário inventar um final feliz para Otello.
As condições de produção em palco em 1817 são ilustradas pela aceitação por Rossini do tema da Cinderela para um libreto apenas na condição de que o elemento sobrenatural fosse omitido. A ópera La Cenerentola foi tão bem-sucedida como Il Barbiere. A ausência de uma precaução semelhante na construção de sua Mosè in Egitto levou ao desastre na cena que retrata a passagem dos israelitas através do Mar Vermelho, na qual os defeitos nos mecanismos de palco sempre suscitavam uma gargalhada geral, de tal modo que, após algum tempo, o compositor foi obrigado a introduzir o coro "Dal tuo stellato Soglio" para desviar a atenção da partição das ondas.
Em 1822, quatro anos após a elaboração deste trabalho, Rossini casou com a soprano Isabella Colbran. No mesmo ano, dirigiu a sua Cenerentola em Viena, onde Zelmira também foi apresentado. Após isto, voltou a Bolonha; contudo um convite do príncipe Metternich para ir a Verona e "auxiliar no restabelecimento da harmonia" era muito tentador para ser recusado; ele chegou ao Congresso em tempo útil para a sua abertura em 20 de Outubro de 1822. Aqui fez amizade com Chateaubriand e Dorothea Lieven.
Em 1823, por sugestão do gerente do King's Theatre, em Londres, foi para Inglaterra, sendo muito festejado na sua passagem por Paris. Em Inglaterra, foi agraciado com um generoso acolhimento, que incluiu ser apresentado ao Rei Jorge IV e a recepção de £ 7000 após uma permanência de cinco meses. Em 1824 tornou-se director do Théâtre italien de Paris em Paris, com um salário de £ 800 por ano, e quando o acordo chegou ao fim, foi recompensado com o gabinete de Compositor Chefe do Rei e Inspector-Geral da Canção em França, cargo a que foi anexado o mesmo rendimento. Com a idade de 32, Rossini entrou em semi-aposentadoria, com independência financeira.

## Apreciação de sua obra pelos críticos
Segundo parece, Wagner não tinha uma opinião muito lisonjeira de Rossini: "Foi um fabricante extraordinariamente hábil de flores artificiais, que fazia de veludo e de seda e que pintava com cores enganadoras." Mas o crítico brasileiro Moreira de Sá acrescenta: "Essas flores são as melodias acariciadoras e sensuais que constituem a principal substância das óperas de Rossini, e para as quais a letra é mero pretexto". Para fazer ideia da indiferença pela verdade dramática basta isto: a cavatina de tenor Ecco ridente in cielo no primeiro ato de "O Barbeiro de Sevilha" tinha sido primeiramente escrita para Ciro in Babilonia, e transferida depois para Aureliano in Palmira, na saudação à deusa Ísis, Sposa del grande Osiride; de sorte que a mesma música foi julgada própria para ser cantada por um rei persa na antiga capital de Nabucodonosor II, por um imperador romano numa cidade da Síria, e por um conde enamorado da Andaluzia. Igualmente curiosa é a história da abertura dessa mesma ópera; serviu para Aureliano in Palmira e depois para Elisabetta, Regina d'Inghilterra. Parece que a mesma música era própria para exprimir o conflito do amor e do orgulho de uma das mais altivas damas de que reza a história e as manhas do esperto Fígaro, ou os sentimentos da graciosa Rosina e do sentimental Almaviva.[carece de fontes?]
Outros exemplos de "reciclagem" rossiniana: a abertura de La Cenerentola havia sido composta inicialmente para uma outra ópera, La Gazzetta. Maometto II teve seu material musical totalmente reciclado e foi transformada noutra ópera, L'Assedio di Corinto.[carece de fontes?]
Estas e outras incoerências eram uma das pechas da ópera italiana. O predomínio absoluto da melodia não só deleitava o público, mas também fazia brilhar exímios vocalizadores que, naquela época de predileta coloratura, gostavam de encher de ornatos as árias, cavatinas, cabaletas e rondós. Rossini tentou coibir esses abusos, escrevendo ele próprio floreios mais artísticos e harmoniosos com o estilo da melodia. Conta-se que em certa ocasião Adelina Patti cantou para Rossini Una voce poco fa (de "O Barbeiro de Sevilha") tão sobrecarregada de ornamentos que a reação do maestro foi: "Bela ária. Quem é o autor?"[carece de fontes?]
Mas, apesar de tudo, a reputação de Rossini como autor de óperas cômicas permanece indestrutível. Suas óperas ainda hoje são uma das principais colunas de sustentação do repertório de teatros de ópera do mundo inteiro. Além de O Barbeiro de Sevilha, A Italiana em Argel, O Turco na Itália e La Cenerentola (adaptação operística feita por Rossini da imortal história da Cinderela) estão entre as mais populares. As qualidades que são geralmente reconhecidas nele são: espontaneidade, versatilidade, brio, animação, clareza de plano, ideias melódicas elegantes, quentes e abundantes.

### Livros
- Bartlet, M. Elizabeth C. (2003). «From Rossini to Verdi». In:  Charlton, David. The Cambridge Companion to Grand Opera. Cambridge: Cambridge University Press. ISBN 978-0-521-64683-3
- Berlioz, Hector (1970).  Cairns, David, ed. The Memoirs of Hector Berlioz. Traduzido por Cairns, David. London: Panther
- Blanning, Tim (2008). The Triumph of Music. London: Allen Lane. ISBN 978-1-84614-178-2
- Budden, Julian (1973). The Operas of Verdi, volume 1. London: Cassell. ISBN 978-0-304-93756-1
- Caeyers, Jan (2012). Beethoven: Der einsame Revolutionär (em alemão). Munich: C. H. Beck. ISBN 978-3-406-63128-3
- Charlton, David; Trevitt, John (1980). «Paris §VI: 1789–1870». In:  Sadie, Stanley. The New Grove Dictionary of Music and Musicians. 14. London: Macmillan. pp. 208–219. ISBN 978-0-333-23111-1
- Conway, David (2012). Jewry in Music. Cambridge: Cambridge University Press. ISBN 978-1-316-63960-3
- Dean, Winton (1980). «Opera, §III, 2, vi-ix: France – opéra comique». In:  Sadie, Stanley. The New Grove Dictionary of Music and Musicians. 13. London: Macmillan. pp. 575–580. ISBN 978-0-333-23111-1
- Gallo, Denise (2012). Gioachino Rossini: A Research and Information Guide second ed. New York and London: Routledge. ISBN 978-0-415-99457-6
- Gerhard, Anselm (1998). The Urbanization of Opera. Traduzido por Whittall, Mary. Chicago: University of Chicago Press. ISBN 978-0-226-28857-4
- Gossett, Philip; Brauner, Patricia (1997). «Rossini». In:  Holden, Amanda. The Penguin Opera Guide. London: Penguin. ISBN 978-0-14-051385-1
- Heine, Heinrich (2008) [1837]. Florentine Nights. Traduzido por Leland, Charles Godfrey. New York: Mondial. ISBN 978-1-59569-101-9
- Hughes, Spike (1956). Great Opera Houses. London: Weidenfeld and Nicolson. OCLC 250538809
- Hurd, Michael; Scholes, Percy (1991) [1979]. The Oxford Junior Companion to Music. London: Chancellor Press. ISBN 978-1-85152-109-8
- Kendall, Alan (1992). Gioacchino Rossini: The Reluctant Hero. London: Victor Gollancz. ISBN 978-0-575-05178-2
- Letellier, Robert (1999). The Diaries of Giacomo Meyerbeer Vol. 1: 1791–1839. London: Associated University Presses. ISBN 978-0-8386-3789-0
- Michotte, Edmond (1968).  Weinstock, Herbert, ed. Richard Wagner's visit to Rossini in Paris (1860) and An Evening at Rossini's in Beau-Sejour (Passy) 1858. Traduzido por Weinstock, Herbert. Chicago: University of Chicago Press. OCLC 976649175
- Osborne, Charles (1994). The Bel Canto Operas of Rossini, Donizetti, and Bellini. Portland (OR): Amadeus Press. ISBN 978-0-931340-71-0
- Osborne, Richard (1993) [1986]. Rossini. London: Dent. ISBN 978-0-460-86103-8
- Osborne, Richard (2004). «Rossini's life». In:  Senici, Emanuele. The Cambridge Companion to Rossini. Cambridge: Cambridge University Press. ISBN 978-0-521-00195-3
- Osborne, Richard (2007). Rossini second ed. Oxford: Oxford University Press. ISBN 978-0-19-518129-6
- Robinson, Michael F. (1980). «Opera, §II, 3: Italy – 18th-century comedy». In:  Sadie, Stanley. The New Grove Dictionary of Music and Musicians. 13. London: Macmillan. pp. 558–561. ISBN 978-0-333-23111-1
- Rosselli, John (1991). Music and Musicians in Nineteenth-Century Italy. Portland (OR): Amadeus Press. ISBN 978-0-931340-40-6
- Servadio, Gaia (2003). Rossini. London: Constable. ISBN 978-1-84119-478-3
- Schwartz, Daniel W. (1990). «Rossini: a psychoanalytic approach to 'The great renunciation'». In:  Stuart Feder; Richard L. Karmel; George H. Pollock. Psychoanalytic Explorations in Music. Madison (CT): International Universities Pres. ISBN 978-0-8236-4407-0
- Senici, Emanuele (2004). «Note on the text». In:  Senici, Emanuele. The Cambridge Companion to Rossini. Cambridge: Cambridge University Press. ISBN 978-0-521-00195-3
- Shaw, Bernard (1981).  Laurence, Dan H., ed. The Bodley Head Bernard Shaw: Shaw's Music: Volume 1, 1876–1890. London: The Bodley Head. ISBN 978-0-370-30247-8
- Stendhal (1824). Memoirs of Rossini. London: T. Hookham. OCLC 681583367
- Taruskin, Richard (2010). Music in the Nineteenth Century. Oxford: Oxford University Press. ISBN 978-0-19-538483-3
- Till, Nicholas (1983). Rossini: His Life and Times. Tunbridge Wells and New York: Midas Books and Hippocrene Books. ISBN 978-0-88254-668-1
- Toye, Francis (1947) [1934]. Rossini: A Study in Tragi-Comedy. New York: Knopf. OCLC 474108196
- Wagner, Richard (1995). Opera and Drama. Traduzido por Ellis, W. Ashton. Lincoln (NE) and London: University of Nebraska Press. ISBN 978-0-8032-9765-4
- Walker, Alan (1988). Franz Liszt Volume I: The Virtuoso Years 1811–1847. London: Faber and Faber. ISBN 978-0-571-15278-0
- Walton, Benjamin (2007). Rossini in Restoration Paris. Cambridge: Cambridge University Press. ISBN 978-0-521-17237-0
- Wangermée, Robert (1980). «Thalberg, Sigismond (Fortuné François)». In:  Sadie, Stanley. The New Grove Dictionary of Music and Musicians. 18. London: Macmillan. pp. 723–724. ISBN 978-0-333-23111-1

### Jornais e artigos
- Ashbrook, William (novembro de 1989). «Reviewed Work: Messa per Rossini: la storia, il testo, la musica by Michele Girardi, Pierluigi Petrobelli». Music & Letters. 70 (4): 561–563. JSTOR 736005. doi:10.1093/ml/70.4.561
- Everist, Mark (maio de 2005). «Il viaggio a Reims». Music & Letters. 82 (2): 342–344. JSTOR 3526565
- Everist, Mark (novembro de 2009). «'Il n'y a qu'un Paris au monde, et j'y reviendrai planter mon drapeau!': Rossini's Second Grand opéra». Music & Letters. 90 (4): 636–672. JSTOR 40539064. doi:10.1093/ml/gcp079
- Gossett, Philip (abril de 1971). «The 'Candeur Virginale' of 'Tancredi'». The Musical Times. 112 (1538): 326–329. JSTOR 955893. doi:10.2307/955893
- Janka, Z. (15 de agosto de 2004). «Artistic creativity and bipolar mood disorder (English abstract)». Orvosi Hetilap. 145 (33): 1709–1718. PMID 15462476
- Johnson, Janet (1993). «Rossini in Bologna and Paris during the Early 1830s: New Letters». Revue de Musicologie. 79 (1): 63–81. JSTOR 947446. doi:10.2307/947446
- Marvin, Roberta Montemorra (junho de 1999). «Musique anodine; Album italiano by Gioachino Rossini, Marvin Tartak». Notes. Second Series. 55 (4): 1005–1007. JSTOR 899629
- Prod'homme, J. G. (janeiro de 1931). «Rossini and His Works in France». The Musical Quarterly. 17 (1): 110–137. JSTOR 738643. doi:10.1093/mq/xvii.1.110
- Prunières, Henry (1921). «Stendhal and Rossini» (PDF). The Musical Quarterly. 7 (1): 133–155. JSTOR 738024. doi:10.1093/mq/vii.1.133
- Ricciardi, Simonetta (2003). «Gli oratorii di Haydn in Italia nell'Ottocento» [The oratorios of Haydn in 19th-century Italy]. Il Saggiatore Musicale (em italiano). 10 (1): 23–61. JSTOR 43029

### Jornais
- «Drury-Lane». The Times. 3 de maio de 1830
- Penrose, James (novembro de 2017). «Rossini's Sins». The New Criterion